# Roger Fernandes
Roger Fernandes (* 21. November 2005 in Bissau) ist ein portugiesisch-guinea-bissauischer Fußballspieler. Er spielt für Sporting Braga in der portugiesischen Primeira Liga.

## Karriere

### Im Verein
Fernandes begann seine fußballerische Ausbildung bei Sporting Braga und durchlief dort die verschiedenen Jugendmannschaften. Sein Profidebüt gab er am 31. Juli 2021 bei einer 1:2-Niederlage gegen Sporting Lissabon in der Supertaça Cândido de Oliveira, als er in der 70. Minute für Galeno ins Spiel kam. Mit 15 Jahren, acht Monaten und zwölf Tagen ist er der jüngste bisher eingesetzte Spieler im portugiesischen Supercup. Zwei Wochen später debütierte er bei einer erneuten 1:2-Niederlage gegen Sporting in der Primeira Liga, als er sieben Minuten vor Abpfiff ins Spiel kam. Gegen den FC Arouca wurde er eine halbe Stunde vor Abpfiff eingewechselt und konnte in seinem zweiten Ligaspiel direkt seine ersten beiden Tore schießen. In den folgenden Jahren erhielt er hauptsächlich in der U23- sowie in der B-Mannschaft des Vereins Spielpraxis. Ab Anfang 2024 kam der nun 18-Jährige regelmäßig in der Profimannschaft zum Einsatz und konnte sich dort im weiteren Verlauf als Stammspieler durchsetzen.

### Nationalmannschaft
Im Juni 2025 wurde er im Alter von 19 Jahren erstmals in eine portugiesische Junioren-Nationalmannschaft berufen, als er in den Kader der U21-Auswahl für die U21-Europameisterschaft nominiert wurde. Während des Turniers kam er in drei von vier Spielen zum Einsatz, ehe die Mannschaft im Viertelfinale gegen die Niederlande ausschied.